# Mariage de Jigme Khesar Namgyel Wangchuck et Jetsun Pema
Le mariage de Jigme Khesar Namgyel Wangchuck et Jetsun Pema s'est déroulé le 13 octobre 2011 au dzong de Punakha, à Punakha, au Bhoutan,,. L'actuel roi du Bhoutan, Jigme Khesar Namgyel Wangchuck, a épousé Jetsun Pema, une roturière âgée de 21 ans, qui a pris le titre de reine Jetsun Pema Wangchuck.

## Fiançailles
Le 20 mai 2011, Jigme Khesar Namgyel Wangchuck avait annoncé ses fiançailles avec la jeune femme,, fille d'un pilote d'avion de ligne et étudiante, de dix ans sa cadette.
Le pays a été en fête trois jours avant de célébrer les noces de son roi, 31 ans, le plus jeune souverain au monde.

## Retentissement médiatique
Le mariage a lieu le 13 octobre 2011. Ce mariage et les célébrations attenantes constituent un événement sans précédent au Bhoutan. Le ministre de l'Information, Dasho Kinley, explique aux quelque 161 journalistes présents, de treize nationalités différentes, qu'il s'agit du plus grand événement médiatique international de toute l'histoire du Bhoutan, un pays dans lequel la télévision n'est apparue qu'en 1999.
Le pays limitant traditionnellement le nombre de ses visiteurs, aucun chef d’État étranger n’a été invité et les invités masculins ont reçu pour instruction de ne pas venir avec leurs épouses à cause du manque de place.

## Noces bouddhistes

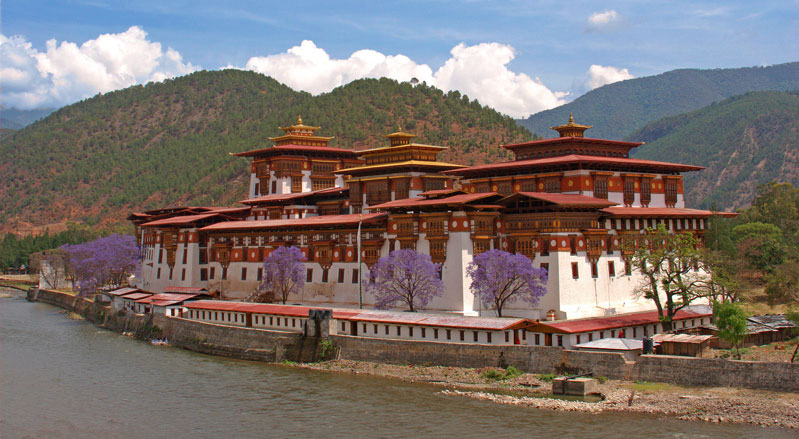
Le dzong de Punakha, où s'est déroulée la cérémonie.

La cérémonie bouddhiste s'est déroulée devant le dzong de Punakha, le plus ancien monastère-forteresse du pays. Portant des costumes de soie, le roi et sa fiancée ont respecté le rituel traditionnel du mariage. Le Je Khempo, le plus haut dignitaire religieux du royaume, a procédé à la purification des époux, suivie d'une visite au tombeau du roi-moine fondateur du royaume au XVIIe siècle, le shabdrung Ngawang Namgyal. Ensuite, des mains du roi, la mariée a été couronnée reine du Bhoutan devant la statue du Bhoudda, avant de recevoir des présents représentant des bénédictions de longue vie, sagesse et pureté.
Lors du mariage, des milliers de villageois sont descendus des montagnes et, le Roi-Dragon n'a pas hésité à tenir la main de sa promise en public, ce qui est une première dans un pays où le sentiment amoureux ne s'affiche pas en public.

## Rupture avec la polygamie
Ce mariage est considéré comme marquant un terme à la polygamie, alors que le royaume se modernise et abandonne nombre de ses coutumes traditionnelles. La polygamie n'est plus pratiquée que dans des communautés nomades dans l’Himalaya. Le discours du roi, évoquant la modernisation du pays, et confirmant son choix de la monogamie, une différence marquante avec le règne de son père, ainsi que le baiser donné publiquement à son épouse, représentent des ruptures majeures avec le passé de ce pays qui vient de s’engager dans un processus progressif de démocratisation. 